# Ctenitis attenuata
Ctenitis attenuata là một loài dương xỉ trong họ Dryopteridaceae. Loài này được Pic.Serm. mô tả khoa học đầu tiên năm 1985.
Danh pháp khoa học của loài này chưa được làm sáng tỏ. 